# Christophe Pélissier (football)
Pour les articles homonymes, voir Pélissier et Christophe Pélissier.
Christophe Pélissier, né le 5 octobre 1965 à Revel (Haute-Garonne), est un entraîneur de football français. 
Il a évolué comme footballeur à un niveau amateur au poste de milieu offensif, avant d'exercer comme entraîneur à partir de 2000. Il entraîne depuis 2022 l'AJ Auxerre.

## Carrière

### En tant que joueur
Il commence sa carrière en tant que milieu de terrain en 1983 à Revel puis il connaît des passages en National 1 à l'AS Muret entre 1990 et 1995, jouant avec Éric Carrière, Dominique Casagrande et Dominique Armand, avant de rejoindre pour une saison le club de Carcassonne. En fin de carrière, il revient évoluer sous les couleurs de Revel.

### En tant qu'entraîneur
Il commence sa carrière d'entraîneur là où il a terminé sa carrière de joueur à Revel. Il parvient à faire monter le club en CFA 2 en 2001. En juillet 2006, il obtient le BEES 2e degré. Après six saisons à Revel, il part entraîner l'AS Muret lors de la saison 2006-2007. En 2007-2008, il signe en faveur du club ariégeois de Luzenac alors en CFA. Avec ce club, il réussit la montée en National à l'issue de la saison 2008-2009. Christophe stabilise le club en National avec un budget très limité et lors de la saison 2013-2014, à la surprise générale, il permet à Luzenac de terminer deuxième du championnat et ainsi d'accéder à la Ligue 2. Cependant, pour des raisons extra-sportives, le club ariégeois n'est pas autorisé à monter et est rétrogradé en Division d'Honneur Régionale Midi-Pyrénées,. Dix ans plus tard, il s'épanche dans une interview sur cette décision en déclarant qu'elle « a tué les sportifs dans l'âme que nous sommes ».
Il quitte le club et s'engage avec l'Amiens SC en remplacement de Samuel Michel sur le banc amiénois avec pour objectif la remontée en Ligue 2 du club picard. Pélissier s'impose avec brio à l'Amiens SC. En effet, le 3 juin 2016, à l'issue de la victoire contre Belfort à domicile (1-0), le club retrouve la Ligue 2 qu'il avait quittée quelques années auparavant, mettant fin à sa traversée du désert. L'entraîneur amiénois entend alors attaquer la saison suivante avec les mêmes ingrédients que ceux qui ont fait la réussite de l'équipe. C'est ainsi que l'Amiens SC écrit la plus belle page de son histoire en atteignant la 2e place du championnat de Ligue 2 2016-2017, synonyme de montée. Pélissier réalise ce qu'aucun entraîneur amiénois n'avait jamais réussi : amener le club en Ligue 1. C'est la troisième montée consécutive en tant qu'entraîneur pour « Pélissier le magicien », dont les qualités sont unanimement reconnues. Ne pouvant compter que sur le 17e budget de Ligue 2, et sur des joueurs que France Football n'hésite pas à qualifier de « chèvres » dans un article. Pélissier construit et se repose sur un véritable esprit de groupe, un collectif un et indivisible plutôt que sur des individualités. Dans un entretien accordé au magazine So Foot, il résume sa philosophie : « Mon objectif numéro un, c’est donner une identité, une mentalité collective à ce groupe de joueurs, au staff. Un état d’esprit qui nous permet d’avancer ensemble vers le même objectif ».
Le 28 mai 2019, l'Amiens SC confirme que Christophe Pelissier n'est plus l’entraîneur du club,. Le lendemain il est nommé entraîneur du FC Lorient pour 3 ans,.
Lors de la saison 2019-2020, le FC Lorient est sacré champion de Ligue 2 et remonte en Ligue 1 trois ans après l'avoir quittée. Après deux maintiens d'affilée en Ligue 1, le club breton annonce son départ.
Le 26 octobre 2022, l'AJ Auxerre confirme qu'il devient le nouveau entraineur et signe pour deux ans. Le club finira relégué à l'issue du championnat. Le 18 mai 2024, l'AJ Auxerre remporte la Ligue 2 et évoluera en Ligue 1 la saison suivante.

## Statistiques d'entraîneur
| US Revel   | 1er juillet 2000 | 30 juin 2006    | 170 | 64  | 52  | 54  | 37,6 |
| AS Muret   | 1er juillet 2006 | 30 juin 2007    | 26  | 12  | 7   | 7   | 46,1 |
| Luzenac AP | 1er juillet 2007 | 10 juillet 2014 | 277 | 111 | 80  | 86  | 40,0 |
| Amiens SC  | 31 décembre 2014 | 28 mai 2019     | 192 | 66  | 56  | 70  | 34,3 |
| FC Lorient | 28 mai 2019      | 26 juin 2022    | 112 | 40  | 24  | 48  | 35,1 |
| AJ Auxerre | 26 octobre 2022  | en cours        | 97  | 39  | 27  | 31  | 37,8 |
| Total      | Total            | Total           | 809 | 302 | 226 | 280 | 39.5 |

## Palmarès d’entraîneur
- Ligue 2
  - Champion (promu) : 2020 avec FC Lorient, 2024 avec l'AJ Auxerre
  - Vice-champion (promu) : 2017 avec Amiens SC

- National
  - Vice-champion (non promu) : 2014 avec Luzenac AP
  - 3e (promu) : 2016 avec Amiens SC

- CFA
  - Champion (promu) : 2009 avec Luzenac AP

## Distinctions individuelles
- Trophée UNFP du meilleur entraîneur de Ligue 2 en 2024[15]